# Vilma Cecilia Morales
Vilma Cecilia Morales Montalván (Puerto Cortés, Cortés, 15 de octubre de 1954) es una abogada hondureña, expresidenta de la Corte Suprema de Justicia de Honduras para el periodo 2002-2009. También ejerció como presidenta de la Comisión Nacional de Bancas y Seguros en el Gobierno de Porfirio Lobo Sosa (2010-2014). 